# 东方褐蛇
东方褐蛇（英語：Eastern brown snake），又名东部拟眼镜蛇，是眼镜蛇科中毒蛇类的一个物种。该物种源自澳大利亚东部和中部以及新几内亚南部。1854年，三位法国動物學家安德烈·马里·康斯坦丁·德默里、加布里埃尔·比伯伦和奥古斯特·德默里首次对东方褐蛇进行了详细的描述。成年东方褐蛇往往身材较为细长，可生长至2（6.6英尺）。其表面的颜色从淡褐色至黑色不等，而其底部则为淡乳黄色，且通常带有橙色或灰色的斑点。除了茂密的森林之外，东部褐蛇在大多数栖息地都可以发现。它们通常出现在農田及城市郊区，因为这些地方经常有小家鼠出没，而小家鼠是它们主要的猎物。该物种属于卵生物种。國際自然保護聯盟将其列为无危物种，尽管其在新几内亚地区的身份地位尚且未知。
根据其对老鼠皮下的半数致死量，东方褐蛇被认为是仅次于内陆太攀蛇的世界第二大毒陆蛇，在澳大利亚所有被蛇咬死的人当中，有大约60%的人都被此蛇咬死。其毒液的主要作用是对其它生物的循环系统进行破坏，导致其出现凝血病、出血、循环系统衰竭以及心搏停止等症状，其毒液的主要成分之一是凝血酶原酶複合物，這種複合物可分解凝血酶。

## 命名
1790年，前往新南威尔士地区的第一舰队的外科医师约翰·怀特写下了《新南威尔士航行日志》，其中首次描述了许多澳大利亚的动物物种。其中，约翰在书中描述了一种符合东方褐蛇描述的蛇，但并未为其命名。1854年，来自法国的三位動物學家位安德烈·马里·康斯坦丁·德默里、加布里埃尔·比伯伦和奥古斯特·德默里首次对此物种进行了详细的描述。他们根据朱尔·韦罗于1846年10月采集的一个标本，用二名法为其起了一个双名，即“Furina textilis - furine tricotée ('knitted furin')”。由于其外观上的差异，19世纪初，不同种类的东方棕蛇标本被误归类为不同的物种。1856年，德国动物学家约翰·古斯塔夫·费舍尔将其命名为“Pseudoelaps superciliosus”，标本则采集自悉尼。1858年，德裔英国动物学家阿尔伯特·甘瑟则将其命名为“Demansia annulata”。1859年，意大利博物学家吉尔戈·詹将其命名为“Pseudoelaps sordellii”以及“Pseudoelaps kubingii”。
1862年，时任澳大利亚博物馆馆长杰拉德·克里夫特在收集了多个东方褐蛇的标本后，发现幼年东方褐蛇的斑纹在成年之后会褪去。并将A.M.C.德默里、比伯伦和A.H.A.德默里描述的物种重新归入拟眼镜蛇属。他认为，最初是基于一个并未成熟的标本来对该物种进行描述的，并将一条成年东方褐蛇寄给了阿尔伯特·甘瑟，甘瑟则在同年为大英博物馆收藏的新蛇种编目时以此蛇的新名称将其编入目录。在处理了所有标本后，甘瑟认为“Furina textilis”以及“Diemansia annulata”是以年轻东方褐蛇的标本命名的，并且均是同一物种。他将其称之为“Diemenia superciliosa”。1896年，比利时裔英国博物学家乔治·亚伯特·布兰洁将其命名为“Diemenia textilis”，并且承认A.M.C.德默里、比伯伦以及A.H.A.德默里对其的命名具有优先权。在随后的大部分文献当中，东方褐蛇被命名为“Demansia textilis”，因为“Diemenia”被认为是“Demansia”的替代拼法。
1961年，澳大利亚博物学家艾瑞克·沃瑞尔根据其头骨的形态，将东方褐蛇的命名从之前的“Diemenia/Demansia“更改为”Pseudonaja“，1967年，美国动物学家塞缪尔·布克尔·麦克唐威尔根据其毒腺肌肉的构成决定不再更改其命名。这种命名一直被后来的研究学者所遵循。2002年，澳大利亚动物学家理查德·W·威尔士将拟眼镜蛇属进行拆分，并将东方褐蛇归入新属”Euprepiosoma“，然而这种做法并未得到其它学者的认可，威尔士也因其研究缺乏严谨性而饱受批评。
在拟眼镜蛇属中，东方褐蛇的二倍染色体数量最多，为38条，其他物种的二倍染色体数量大致在30至36条之间。2008年对其分布范围内的线粒体及DNA的研究显示，东方褐蛇共有三个数量相对较多的支系：即来自南澳大利亚州、维多利亚州以及新南威尔士州东南部的第一支系；来自新南威尔士州北部及西部、昆士兰州东北部的第二支系；以及来自北领地的第三支系。其中，第三支系曾在巴布亚岛西南部的马老奇周围定居，第二支系在更新世曾通过澳大利亚与新几内亚之间的陆桥到达巴布亚新几内亚东部地区的米尔恩湾省、北部省以及中央省，并在上述地点定居。

## 描述

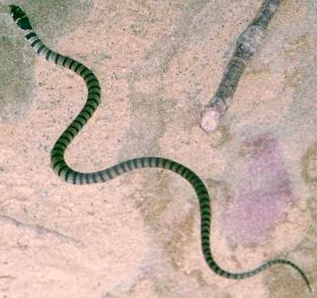
年少的东方褐蛇

东方褐蛇的体型普遍细长，头部和颈部之间并无分界线。从前面来看，它的鼻子呈圆形。大多数东部褐蛇标本的总长度（包括尾巴）可达1.5（4.9英尺），一些大型标本可达2（6.6英尺），最大可达2.4（7.9英尺）。有研究表明，来自北方的东方褐蛇往往比来自南方的体型要大。成年东方褐蛇肤色多变，它上半部分的肤色从淡褐色至深褐色不等，有时也会呈现橙色或赤褐色的色调，其背部鳞片的色素亦更丰富。来自馬老奇的东方棕蛇的上半部分呈棕褐色至橄榄色，而来自巴布亚新几内亚东部的东方褐蛇则呈灰褐色至黑色。
与其余澳洲毒蛇相比，东方褐蛇的毒牙较小，平均长度可达2.8（0.11英寸），大型标本则可达4（0.16英寸），且之间相距11（0.43英寸）。东部褐蛇的舌头是深色的、虹膜是黑色的，且其瞳孔周围有一个黄褐色或橙色的环。下巴和底部是奶油色或淡黄色，有时在接近其尾部时，会逐渐变为褐色或灰褐色。
幼蛇的斑纹可以是不同形状的。不过一般而言，它的头部是呈黑色的，其亦有浅棕色的鼻翼。随着年龄的增长，所有深色的斑纹都会逐渐褪去。来自寒冷地区的幼年东方褐蛇身上往往有较高概率有带状的波纹。
东方褐蛇的下半身是呈黄色的，这也是它与杜格蛇和半岛褐蛇的区别，后二者上半身完全呈褐色，下半身则呈灰色。东方褐蛇嘴部皮肤呈肉色，而北方褐蛇及西方褐蛇则呈黑色。体型较大的东方褐蛇经常与穆尔加蛇相混淆，实际上二者的栖息地大致是相同的，不过亦可通过它们的头部来进行区分。幼年东方褐蛇的头部斑纹与红嘴蛇、灰蛇、德怀尔蛇和卷尾蛇类似。

### 鳞片规模
蛇体上的鳞片数量和排列是鉴定物种水平的关键因素。东方褐蛇外表上有17排背鳞，192至231个腹鳞，45至75个尾下鳞（一些在前身的鳞片偶尔是不区分的），以及一个分开的肛鳞。它的嘴巴上面有六片唇上鳞，下面有七片腹下鳞。它的鼻鳞基本上是不分开的，分开的鼻鳞情况颇为少见。每只眼睛的后方有两片或三片（后者情况颇为少见）眼鳞相接。

## 地区分布及栖息地
东方褐蛇分布在澳大利亚东海岸，从澳大利亚昆士兰州北部的马兰达开始，沿昆士兰州、新南威尔士州、维多利亚州的海岸及内陆山脉，一直到南澳大利亚州的约克半岛。在北领地的巴克利高原和麦克唐奈尔山脉和西澳大利亚州的金伯利则隔离分布，尤其是新几内亚的部分地区，包含巴布亚新几内亚的米尔恩湾省北部地区与中央省，以及印度尼西亚的巴布亚省的梅劳克地区，均为隔离分布。
东方褐蛇亦占据不同的栖息地，从干燥的硬叶林（桉树林）到石楠荒原，到疏林草原、内陆草原、干旱的灌木丛和农田，以及较干燥的地区。它在开放式的栖息地以及农田和城市郊区比较常见。由于它们主要以啮齿动物为食，所以经常可以在房屋内部与农场附近发现它们。这些地区也以垃圾和及其他掩护物的形式为其提供庇护场所，东方褐蛇亦利用带有波纹的铁板或建筑物作为自己的藏身之处，其它还包括大石头、洞穴及地面裂缝。

## 行为

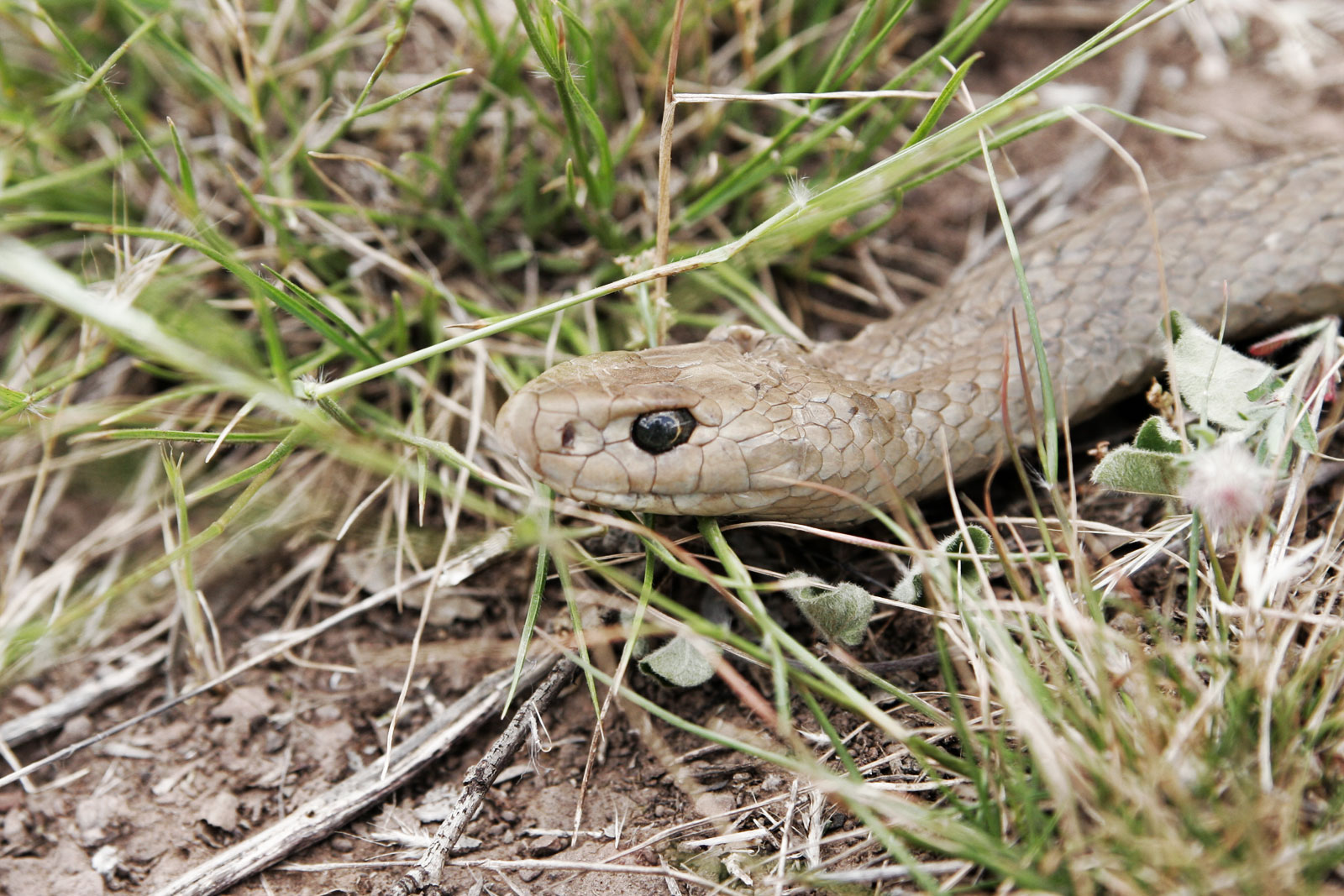
东方褐蛇的头部特写

东方褐蛇一般是独居，雌蛇和年轻的雄蛇通常会避开成年的雄蛇。东方褐蛇亦是昼行性动物，不过在炎热的日子里，它可能会退居，直至下午时分再出来。它在春天一般最为活跃（不过有时在冬天也较为活跃），且雄性东方褐蛇比雌性东方褐蛇相对更早外出进行活动。有记录显示，其会在温度低至14 °C（57 °F）的时间里晒太阳。偶尔也会在夜间进行活动。夜晚时，它会退居至土壤中的裂缝或洞穴中，这些裂缝或洞穴在这时通常会被家鼠、臭鼬以及野兔所使用。蛇在转移栖息地之前可能会使用这个洞穴几天，且在炎热的夏夜可能会留在地面上。在冬季，它们会进行冬眠，并在天气较为温和的时期里出来晒太阳。在马伦比奇灌溉区的实地调查当中发现，东方褐蛇在洞穴中过冬的时间平均为140天，大多数雄性蛇一般在5月初（南半球的秋季）进入冬眠状态，而雌性蛇一般直至5月中旬才开始进入冬眠状态。且雄性蛇大多数在9月（南半球春季）的第一个星期逐渐开始外出活动，而雌性蛇直至9月底才逐渐开始外出活动。冬眠的东方褐蛇曾利用房屋的水泥板当作是自身的栖息地，据记载，在悉尼西部的郊区德鲁伊特山和罗蒂山之间的一栋被拆除的房屋的水泥板下，有13条东方褐蛇盘踞在一起。1972年秋末，在20（66英尺）以内的较小的水泥板下，又有17条东方褐蛇盘踞在一起。1991年7月，在墨尔本梅尔顿的一个巢穴里又发现了六条东方褐蛇。
东方褐蛇的移动速度在所有蛇当中非常迅速，澳大利亚博物学家大卫·弗雷曾在对东方褐蛇的研究中表明这种蛇的速度可超过一个全速奔跑的人。许多人曾误将此蛇的防御性行为以为是对自身的攻击性行为。在与其他人面对面时，东方褐蛇将会以两种展示其自身颈部的方式的其中之一作为对对方的回应。在展示其部分身体时，东方褐蛇会以水平姿势将其身体前半部分抬起，并离开地面，压平其颈部，在有时还会张嘴。在展示其全身时，东方褐蛇会垂直升起，以很高的高度离开地面，将脖子盘成S形状，并且会张开嘴巴。此蛇在展示全部身体时能够发出更准确的攻击，所以此蛇的攻击往往带有毒性。由于此蛇在展示全部身体时离开地面的高度往往会很高，所以导致受害者的咬伤部位往往位于其大腿的上半部分。
在新南威尔士州瑞弗利纳的利顿镇周围的农田监测了455次东方褐蛇与人的接触的实地研究表明。东方褐蛇有大约50%的概率会选择撤退，且在其余几乎所有的接触中都会试图躲避，只有在12次接触中会选择前进。他们指出，东方褐蛇更有可能注意到那些身穿深色衣服的人而后选择提前撤离，从而减少了与人密切接触的机会。倘若此人走得慢，那么更有可能会与其发生密切的接触。不过在这种情况下，东方褐蛇一般不太可能具有攻击性。然而当遇到大风天气时，雄性东方褐蛇遇到人时会增加其攻击性风险。因为在此天气下，东方褐蛇在接近人之前大概率是不会看到人的，因此更有可能会受到惊吓。同样的，在9月与10月相对凉爽的时间内，人在未受东方褐蛇干扰的地区行走，有可能会遇到正在示爱的雄性蛇，因为它们正专注于交配，所以不会看到有人正在逐渐接近自己。

## 毒性
东方褐蛇被认为是世界上第二大毒蛇，仅次于内陆太攀蛇。在澳大利亚，被东方褐蛇咬死的人远多于被其它动物咬死的人，它是阿德莱德地区最常遇到的蛇种，且在墨尔本、堪培拉、悉尼和布里斯班等地也有分布。作为拟眼镜蛇属的一种，在2005年至2015年期间，澳大利亚大约41%被蛇咬伤的受害者是被此蛇咬伤。甚至在此期间，19起因被蛇咬死的事件中包括15起因东方褐蛇而造成的。东方褐蛇亦被世界卫生组织列为具有医学意义的蛇种。
在临床试验中，东方褐蛇的毒液会引起毒液诱导消耗性凝血病。其中，三分之一的病例会出现全身中毒的情况，包括低血压以及血栓性微血管病，严重的情况还包括大量出血及心脏骤停。其他常见的情况还包括恶心、呕吐、发热和腹痛。不过诸如急性肾损伤以及癫痫的情况可能也会发生。东方褐蛇毒液的感染速度往往很快。在一般情況下，當人在感染東方褐蛇毒液后15分钟内會出现头痛，30分钟内出现凝血功能异常。有记录显示，当人被东方褐蛇咬伤后仅用时两分钟就出现了昏厥。因被东方褐蛇毒液感染而死亡大多数是由于心血管出现了问题，诸如心脏骤停以及颅内出血。